# Nemo kolo
Nemo kolo (hrvaško Nijemo kolo) je narodni ples, ki se najpogosteje pleše v Zagori, zgodovinsko-geografski regiji na Hrvaškem, v današnji srednji in deloma severni Dalmaciji (Splitsko-dalmatinska in Šibensko-kninska županija). Novembra 2011 je Nemo kolo Unesco uvrstil na svoj seznam nematerialne kulturne dediščine človeštva.

## Opis
Gre za zaprt (ne nujno) krožen ples (kolo), ki se pleše brez spremljave glasbe, čeprav mu lahko pred ali potem sledijo vokalni ali instrumentalni dodatki. Danes se običajno izvaja pred cerkvenimi prazniki ali v času praznikov.
Nemo kolo plešeta dva ali več plesalcev. Število plesalcev ni omejeno, čeprav število do približno dvajset plesalcev naredi ples bolj harmoničen in običajno do tega števila plesalcev ni razhajanj v poudarjenih korakih, čeprav je mogoče uskladiti tudi večje število plesalcev, skoraj neomejeno število, seveda odvisno od izkušenj plesalcev.
Za sam ples je značilno gibanje plesalcev v krogu, ki s svojimi usklajenimi udarci na tla plesišča dajejo ritem plesu. S pospeševanjem in upočasnjevanjem ritma korakanja se hitrost gibanja plesalcev v krogu pospešuje in zmanjšuje. Z izmenjavanjem različnih ritmov hitrih in počasnih korakov, ples kola postopoma in izmenično pospešuje in zmanjšuje hitrost korakov in obratov samega kola večkrat ali le enkrat, odvisno od plesnega obrata. Včasih plesalci plešejo krog tako, da izmenjujejo faze hitrega in počasnega koraka z ustreznimi pospeški in pojemki plesnega koraka, včasih pa plešejo postopoma pospešeno do največje hitrosti, ki jo lahko doseže krog in zaključijo krog z nenadnim upočasnjevanjem, da se ustavijo. Plesalci v krogu včasih poskakujejo in premečejo korak, pri čemer ne poudarijo vsakega plesnega koraka, včasih udarijo korak le z desno ali levo nogo ali izmenično poudarijo vsak tretji korak z udarci po plesni površini.
Nemo kolo ne pozna plesnega para, moškega in ženske kot plesalca določenega dela plesa, pogosto se zgodi, da krog plešejo le ženske ali samo moški ali da je v nesorazmerju število moških in žensk plesalcev v samem krogu. Čeprav nemo kolo ne pozna plesnega para, moškega in ženske, so plesalci po možnosti razporejeni v plesu po vrstnem redu en moški in ena ženska, če število moških in žensk ustreza temu pravilu in nato zaporedje nadaljuje le moški ali samo ženske, odvisno od tega, katerih udeležencev je več. 
Nemo kolo je sestavni del tistega, kar prebivalci Dalmatinske Zagore imenujejo dernek, to je priljubljeno praznovanje v čast zavetnikom posameznih krajev. Ples nemega kola je tesno povezan z igrami zapeljevanja moških in žensk, zato je bilo od nekdaj znano, kateri moški pripisuje pomembnost kateri ženski, tako da pleše zraven nje v krogu in jo pripelje v krog.
Ojkanje, rera, ganga, treskavica ali katero drugo različico ljudskega petja je pogosto slišati kot plesno ozadje pri ljudskih praznovanjih dalmatinske Zagore. 
V zadnjem času je nemo kolo vedno manj del ljudskih praznovanj, a se zelo dobro prilega nastopom folklornih skupin, ki za potrebe različnih prireditev to kolo izvajajo kot predstavo za obiskovalce.
Ansambel LADO na svojih nastopih izvaja nemo kolo v okviru programa predstavitve tradicionalnih dalmatinskih plesov. 
V operi Ero z onega sveta skladatelja Jakova Gotovca je apliciran del nemega kola, uglasben, prilagojen glasbenemu delu, katerega del je. V sami operi ritem glasbe in pevskih glasov pevcev spremlja ritem ene od variacij plesalcev nemega kola.